# Duiquer negre
El duiquer negre (Cephalophus niger) és un duiquer que viu als boscos. Se'l troba a les parts meridionals de Sierra Leone, Libèria, Costa d'Ivori, Ghana, Benín i Nigèria. Els duiquers negres mesuren uns 50 cm d'alçada a l'espatlla i pesen 15-20 kg. Malgrat el seu nom, no tenn un pelatge negre. El cap és d'un color oxidat i tenen una gran cresta vermella entre les orelles. Els duiquers negres tenen unes llargues i primes banyes de 80-170 mm, però les banyes de les femelles només assoleixen uns 30 cm.